# Eddie Romero
Pour les articles homonymes, voir Romero.
Eddie Romero, né le 7 juillet 1924 à Dumaguete (Philippines) et mort le 28 mai 2013 à Manille, est un producteur, réalisateur et scénariste philippin.

## Filmographie

### comme réalisateur
- 1947 : Kamay ng Diyos, Ang
- 1952 : Sabas, ang barbaro
- 1952 : Buhay alamang
- 1953 : El Indio
- 1954 : May bakas ang lumipas
- 1958 : Man on the Run
- 1960 : Pitong gabi sa Paris
- 1961 : Lost Battalion
- 1963 : The Raiders of Leyte Gulf
- 1963 : Cavalry Command
- 1964 : Intramuros
- 1964 : Moro Witch Doctor
- 1965 : The Ravagers
- 1966 : The Passionate Strangers
- 1968 : Manila, Open City
- 1968 : Le Médecin dément de l'île de sang (Mad Doctor of Blood Island)
- 1968 : Brides of Blood
- 1971 : Beast of the Yellow Night
- 1971 : Beast of Blood
- 1972 : Black Mama, White Mama
- 1973 : The Twilight People
- 1973 : Beyond Atlantis
- 1974 : Savage Sisters
- 1975 : The Woman Hunt
- 1976 : C'est ainsi que nous vivons (Ganito kami noon, paano kayo ngayon)
- 1977 : Sudden Death (en)
- 1977 : Sinong kapiling? Sinong kasiping?
- 1977 : Banta ng kahapon
- 1979 : Aguila
- 1980 : Palaban
- 1981 : Kamakalawa
- 1982 : Désir (Desire)
- 1987 : Hari sa hari, lahi sa lahi
- 1988 : American Heroes 1 (A Case of Honor)
- 1988 : L'Aventurier du bout du monde (Whiteforce)
- 2006 : Faces of Love

### comme scénariste
- 1947 : Si, si, señorito
- 1947 : La Paloma
- 1947 : Kamay ng Diyos, Ang
- 1947 : Kaaway ng bayan
- 1947 : Hele hele bago quiere
- 1949 : Sipag ay yaman
- 1949 : Milagro ng birhen ng mga rosas
- 1949 : Camelia
- 1949 : Batalyon trece
- 1952 : Buhay alamang
- 1959 : The Scavengers (en) de John Cromwell
- 1961 : Lost Battalion
- 1963 : Cavalry Command
- 1964 : Intramuros
- 1964 : Moro Witch Doctor
- 1965 : The Ravagers
- 1966 : The Passionate Strangers
- 1968 : Manila, Open City
- 1971 : Beast of the Yellow Night
- 1971 : Beast of Blood
- 1973 : The Twilight People
- 1976 : C'est ainsi que nous vivons (Ganito kami noon, paano kayo ngayon)
- 1977 : Sinong kapiling? Sinong kasiping?
- 1977 : Banta ng kahapon
- 1979 : Durugin si Totoy Bato
- 1979 : Aguila
- 1981 : Kamakalawa
- 1985 : Padrino, Ang
- 1987 : Hari sa hari, lahi sa lahi

### comme producteur
- 1959 : The Scavengers
- 1959 : Terror Is a Man
- 1961 : Lost Battalion
- 1963 : The Raiders of Leyte Gulf
- 1963 : Cry of Battle
- 1964 : Flight to Fury
- 1964 : Intramuros
- 1964 : Moro Witch Doctor
- 1965 : The Ravagers
- 1968 : Le Médecin dément de l'île de sang (Mad Doctor of Blood Island)
- 1968 : Brides of Blood
- 1971 : Beast of the Yellow Night
- 1971 : Beast of Blood
- 1971 : The Big Doll House
- 1972 : Black Mama, White Mama
- 1973 : The Twilight People
- 1973 : Beyond Atlantis
- 1974 : Savage Sisters
- 1975 : The Woman Hunt
- 1979 : Apocalypse Now

### comme acteur
- 1960 : Pitong gabi sa Paris